# Área salvaje Cache La Poudre
El área salvaje Cache La Poudre (del inglés: Cache La Poudre Wilderness) es un área salvaje de los Estados Unidos, localizada en el condado de Larimer, Colorado.
Está situado en el distrito de los lagos Canyon Rangers, en el bosque nacional Roosevelt, en Colorado. El área salvaje comprende aproximadamente 37,47 km² y se caracteriza por ser un terreno abrupto, escarpado a lo largo del río Cache la Poudre. Las altitudes en esta zona varían desde 1900 m a 2600 m. Solo existe en el sitio un camino, el del Monte del McConnel Recreation Trail, que cuenta con 4,8 km de extensión.
Esta área silvestre es controlada y administrada por el Servicio Forestal de los Estados Unidos.